# محفظة العدسة
محفظة العدسة (بالإنجليزية: Capsule of lens) هو أحد مكونات مقلة العين. وهو عبارة عن هيكل مرن للغاية يشبه الغشاء يحافظ على توتره باستمرار. ونتيجة لذلك تميل العدسة بشكل طبيعي لتكون مستدير أو أكثر كروية وهو شكل يجب أن تأخذه العين للتركيز على مسافة قريبة.

## أنظر أيضا
- حلقة سومرينغ